# Jalaler golpo
Pour plus de détails, voir Fiche technique et Distribution.
Jalaler golpo (জালালের গল্প) est un film dramatique bangladais réalisé par Abu Shahed Emon et sorti en 2014.
Le film est sélectionné comme entrée pour le Bangladesh pour l'Oscar du meilleur film en langue étrangère lors de la 88e cérémonie des Oscars qui s'est déroulée en 2016.

## Fiche technique
- Titre : Jalaler golpo
- Titre original : জালালের গল্প
- Titre anglais : Jalal's Story
- Réalisation : Abu Shahed Emon
- Scénario : Abu Shahed Emon
- Musique : Chirkutt Band, Nakib Jahan et Sajedul Islam Simanto
- Photographie : Md. Jahiduzzaman et Barkat Hossain Polash
- Montage : Abu Shahed Emon et Mohammad Sharif Miah
- Production : Ebne Hasan Khan et Faridur Reza Sagar
- Société de production : Impress Telefilm
- Pays :  Bangladesh
- Genre : Drame
- Durée : 121 minutes
- Dates de sortie : 
  -  Corée du Sud : 5 octobre 2014 (Festival international du film de Busan)
  -  Bangladesh : 4 septembre 2015

## Distribution
- Toukir Ahmed : Karim
- H M Akter : Monir
- Mitali Das : Marium
- Mohammod Emon : Jalal - 9 Years Old
- Ahmed Gias : Amin
- Mousumi Hamid :
- Fazlul Haque :
- Mosharraf Karim :
- Md. Mirazur Rashid Khan : Ripon
- Shormy Mala : Rahima
- Nur A Alam Nayon : Miraj
- Arafat Rahman :
- Kazi Rakib : Akmol - Shaman
- Imran Shadique Shanto : Shanto
- Elda Sorra : Alba Toma
- Suela Bako : Majlinda Prifti
- Amos Zaharia : Orion